# Johan Wallberg
Johan Mikael Wallberg (* 18. März 1977 in Karlsborg) ist ein ehemaliger schwedischer Schwimmer. Er gewann je eine Gold-, Silber- und Bronzemedaille bei Kurzbahnweltmeisterschaften.

## Sportliche Karriere
Bei den Olympischen Spielen 1996 in Atlanta erreichte die schwedische 4-mal-100-Meter-Freistilstaffel mit Fredrik Letzler, Lars Frölander, Christer Wallin und Johan Wallberg das Finale mit der sechstbesten Vorlaufzeit. Im Endlauf waren Frölander, Letzler, Anders Holmertz und Wallin eine halbe Sekunde schneller als die Vorlaufstaffel und belegten den siebten Platz. Anfang 1998 bei den Weltmeisterschaften in Perth belegte die schwedische 4-mal-200-Meter-Freistilstaffel mit Anders Lyrbring, Johan Wallberg, Petter Lindh und Max von Budungen den achten Platz.
Im April 1999 bei den Kurzbahnweltmeisterschaften in Hongkong siegte die australische 4-mal-100-Meter-Freistilstaffel vor den Niederländern und der schwedischen Mannschaft mit Daniel Carlsson, Mattias Ohlin, Lars Frölander und Dan Lindström. Wallberg war im Vorlauf dabei und erhielt ebenfalls eine Bronzemedaille. In der 4-mal-100-Meter-Lagenstaffel gewannen die Australier mit 0,44 Sekunden Vorsprung vor Mattias Ohlin, Patrik Isaksson, Daniel Carlsson und Lars Frölander. Auch hier war Wallberg im Vorlauf eingesetzt worden. Im März 2000 bei den Kurzbahnweltmeisterschaften in Athen hatte die 4-mal-100-Meter-Freistilstaffel in der Besetzung Johan Nyström, Lars Frölander, Mattias Ohlin und Stefan Nystrand im Finale fast anderthalb Sekunden Vorsprung vor dem Quartett aus den Vereinigten Staaten. Diesmal erhielt Wallberg für seinen Vorlaufeinsatz eine Goldmedaille. Sportlicher Höhepunkt des Jahres waren im September die Olympischen Spiele in Sydney. Stefan Nystrand, Lars Frölander, Mattias Ohlin und Johan Nyström belegten den sechsten Platz in der 4-mal-100-Meter-Freistilstaffel. Wallberg war einmal mehr im Vorlauf dabei.